# Verbena supina
Verbena supina (verbena rastrera, o verbena gris) es una hierba perenne nativa del sudeste de Europa. 

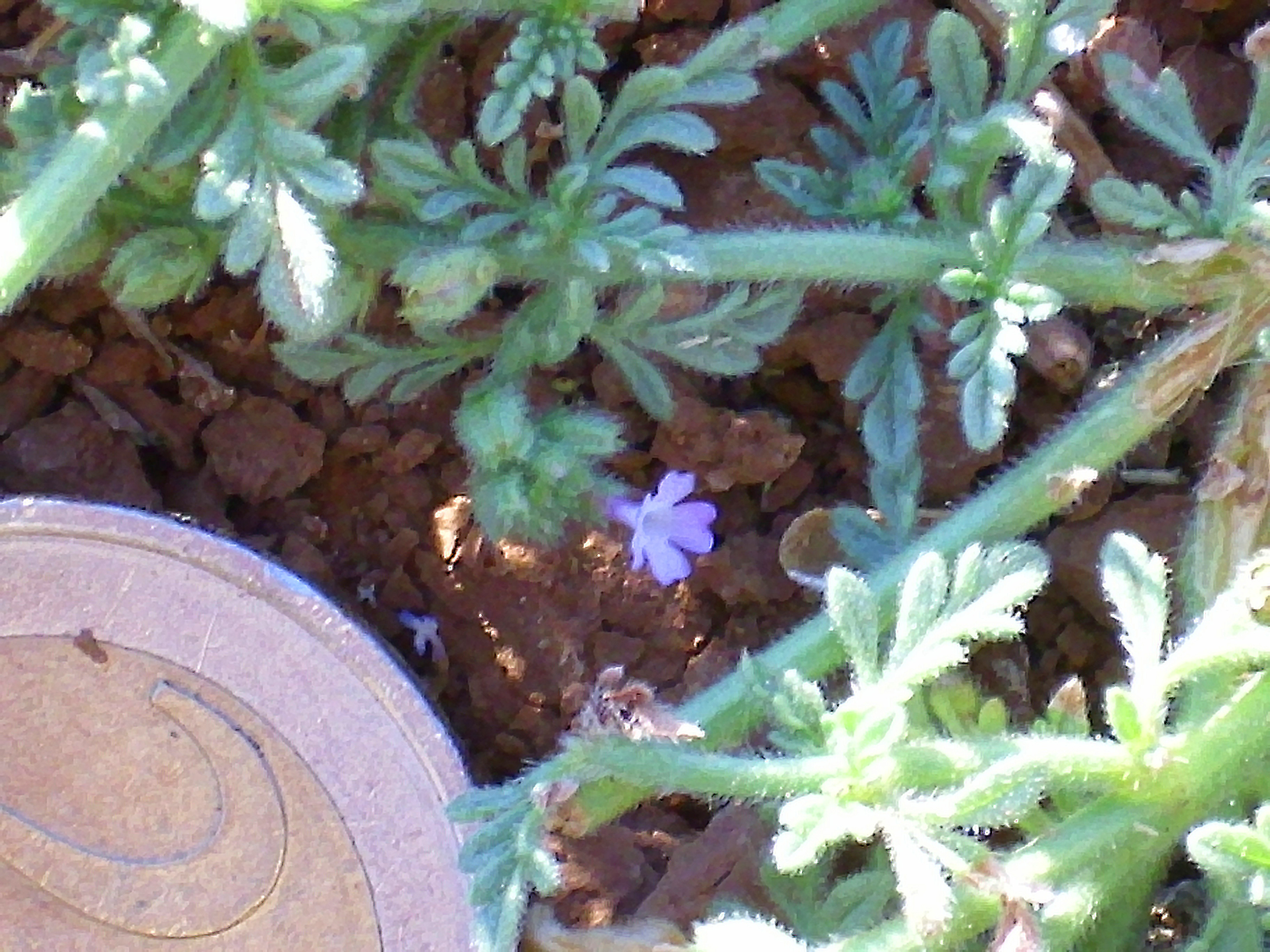
La diminuta flor de Verbena supina.

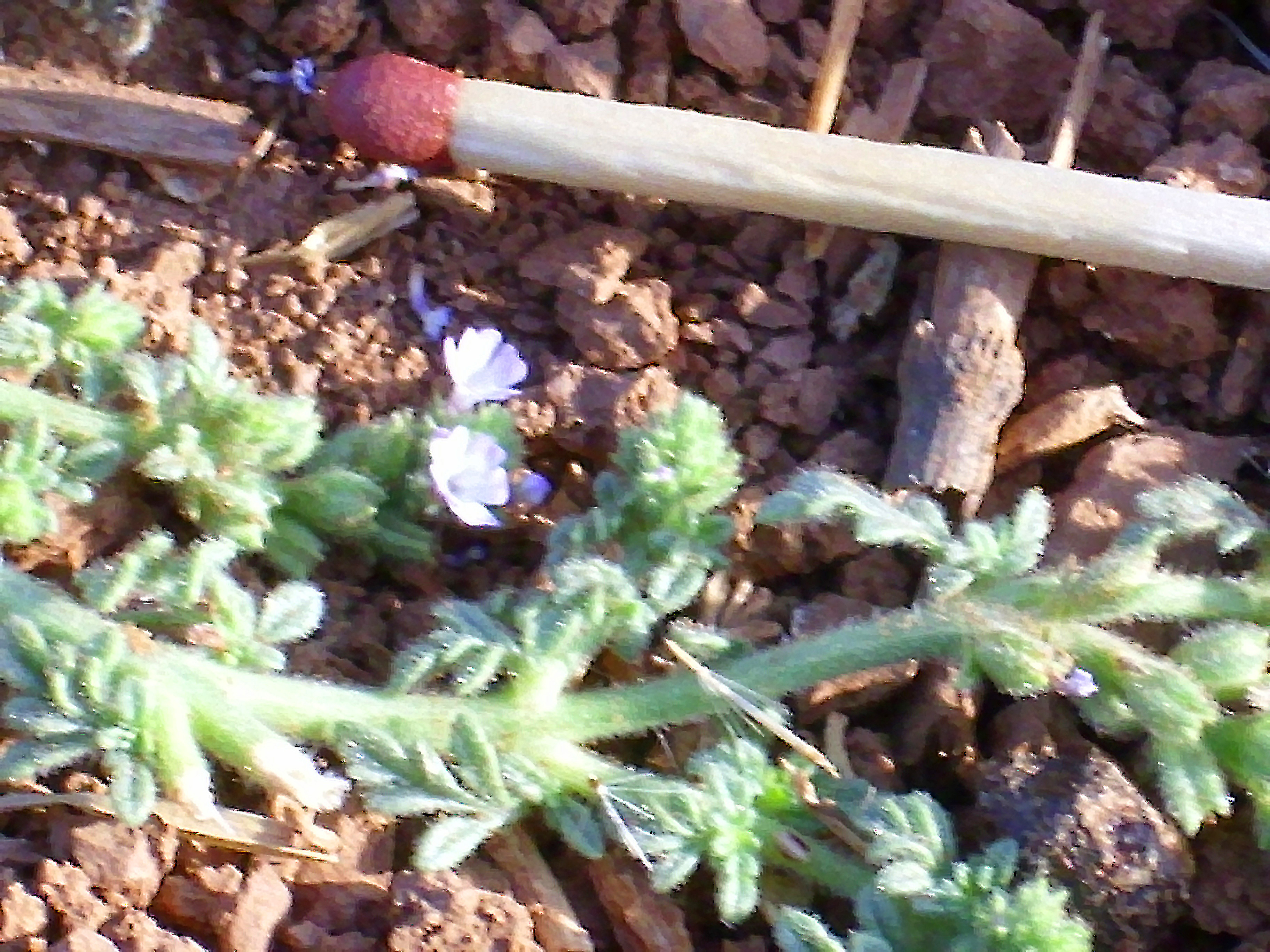
Vista de la planta

## Descripción
Planta anual, estrigulosas. Tallos de hasta 50 cm, decumbentes o ascendentes, ramificados. Hojas de hasta 40 x 25 mm, pecioladas, ovadas, (1-) 2-3-pinnatisectas. Espigas densas, alargándose hasta 10 cm en la fructificación, normalmente solitarias, con pedúnculo corto. Brácteas de 1 a 1,5 mm, lineares, más cortas que el cáliz. Cáliz de 1,5 a 2 mm, dividido hasta c de 1/5 en lóbulos muy cortos, tubuloso, estriguloso, Laxamente glanduloso, persistente. Corola de 3 a 4,5 (-6,5) mm, más larga que el cáliz, con lóbulos patentes poco desiguales, lila o violeta pálida. Núculas de 1,8 a 2,5 mm, con dorso murícado con una costilla longitudinal. Florece de mayo a septiembre.

## Distribución y hábitat
Crece de forma espontánea se suele criar en zona húmeda, en los bordes de los ríos. Es una planta rastrera de tamaño pequeño.
Suelos profundos algo húmedos o arenosos. Relativamente frecuente. Todo el territorio de la península ibérica. Distribución general. C y S de Europa, N y E de África, Asia, Macaronesia (Canarias).

## Taxonomía
Verbena supina fue descrita por Carlos Linneo y publicado en Species Plantarum 1: 21. 1753.
Sinonimia
- Heliotropium deserti Vatke
- Verbena procumbens Forssk.
- Verbena radicans Moench
- Verbena supina var. arbuscula Kereszty
- Verbena supina f. dalmatica Kereszty
- Verbena supina f. deserta Kereszty
- Verbena supina var. erecta (Moldenke) Munir
- Verbena supina f. erecta Moldenke
- Verbena supina f. petiolulata H.Lindb.